# سکالیشکییمه
سکالیشکییمه (به لهستانی:  Skaliszkiejmy) یک روستا در لهستان است که در گمینا بانگه مازورسکیه واقع شده‌است. سکالیشکییمه ۳۰ نفر جمعیت دارد.